# Musculus plantaris
De musculus plantaris of voetzoolspanner is een rudimentaire structuur en een van de oppervlakkige spieren van het achterste gedeelte van het been. Ze wordt bezenuwd door de nervus tibialis (S1, S2).

## Origo en insertie
De spier heeft haar origo aan het onderste deel van de linea supracondylaris lateralis, op een plek net boven de origo van het zijdelingse hoofd van de grote kuitspier.
De origo ligt soms ook aan het schuine knieholtegewricht.
Nadat ze op geruime afstand onderaan in het midden van de knieholte voorbijgekomen is, wordt de spier pezig. In die hoedanigheid is ze aangehecht aan de hielpees of (in sommige gevallen) aan het midden van het hielbeen.

## Functies
Functioneel gezien is de voetzoolspier nagenoeg nutteloos. Zeker aanwezige functies zijn:
- de endorotatie van het onderbeen in gebogen toestand en
- de flexie van het kniegewricht.

Aangezien de zenuw van de musculus plantaris zich in het midden van de achillespees bij het tuber calcanei aansluit, vermelden sommige bronnen ook een zwakke bijdrage aan:
- de flexie van de voetzool en
- de supinatie van de voet.

De voetzoolspier zou ook proprioceptieve terugkoppelingsinformatie over de plaatsing van de voet aan het centrale zenuwstelsel leveren. De ongewoon hoge dichtheid in proprioceptieve receptoren ondersteunt deze stelling.
Haar motorische functie is zo beperkt dat zijn lange pees zonder problemen kan worden weggenomen voor reconstructies elders in het lichaam, en dat zonder grote functionele gebreken tot gevolg te hebben. Een artikel in het Engelstalige Discover Magazine vertelt dat de spier - die onervaren geneeskundestudenten vaak voor een zenuw houden - bij andere primaten wel nuttig is om dingen met hun voet vast te nemen. Vooral bij soorten die in bomen leven is dit van belang. Bovendien hecht de voetzoolspier zich bij andere primaten op de tenen aan, en niet op de hak (zoals bij de mens).
Bij 9 procent van de bevolking is de spier verdwenen.

## Verdere afbeeldingen

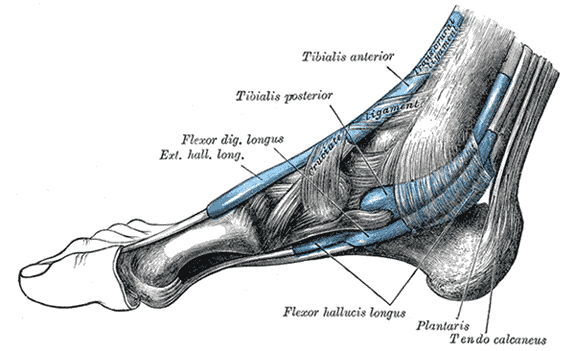
De slijmige lagen van de pezen rond de enkel. (Rechtsonder is de voetzoolspier aangeduid.)
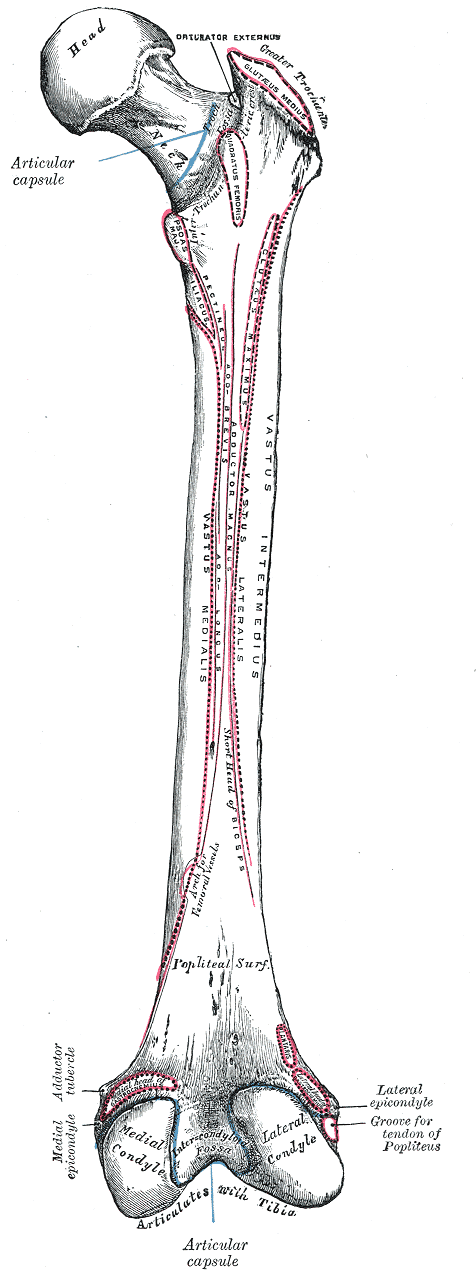
Rechterdij. Oppervlak van de achterkant.
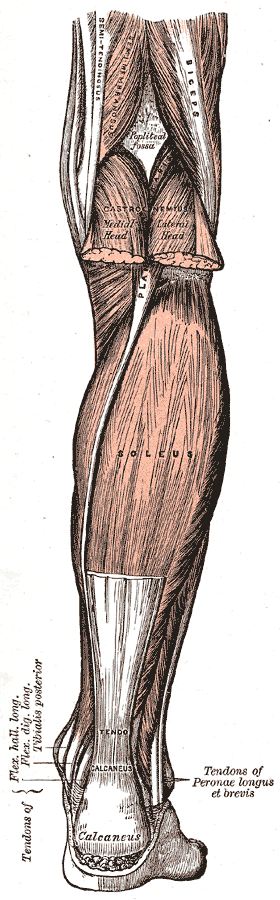
Spieren van de achterkant van het been. Oppervlakkige laag.
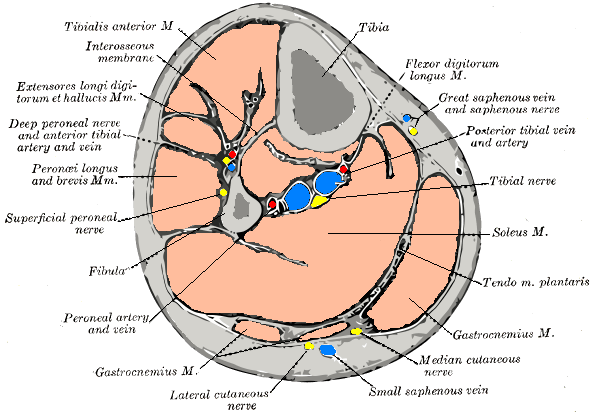
Doorsnede door het midden van het been.